# Rhamnella tonkinensis
Rhamnella tonkinensis är en brakvedsväxtart som först beskrevs av Pitard, och fick sitt nu gällande namn av Yamazaki. Rhamnella tonkinensis ingår i släktet Rhamnella och familjen brakvedsväxter. Inga underarter finns listade i Catalogue of Life.